# توپادلی (ناحیه کوتنا هورا)
توپادلی (به چکی: Tupadly) یک منطقهٔ مسکونی در جمهوری چک است که در ناحیه کوتنا هورا واقع شده‌است.